# Preben Wolf
 Der er for få eller ingen kildehenvisninger i denne artikel, hvilket er et problem. Du kan hjælpe ved at angive troværdige kilder til de påstande, som fremføres i artiklen.

Preben Wolf (født 19. oktober 1918, død 2. februar 2016) var en dansk lektor i sociologi på Københavns Universitet. Han blev i 1945 jurist og var beskæftiget inden for politi- og anklagemyndigheden og fængselsinspektør. Sammen med Kaare Svalastoga skrev han bogen Social rang og mobilitet.

## Forfatterskab
- Kåre Svalastoga og Preben Wolf: Social Rang og Mobilitet; Gyldendals Uglebøger 1962